# Phyllodes imperialis
Phyllodes imperialis là một loài bướm đêm thuộc họ Noctuidae. Loài này được tìm thấy ở đông bắc Queensland tới miền bắc New South Wales, Papua New Guinea, Solomons, Vanuatu và Nouvelle-Calédonie.
Sải cánh dài 130–170 mm.
Ấu trùng ăn các loài Menispermaceae, bao gồm Carronia multisepala và Pycnarrhena australiana.

## Hình ảnh

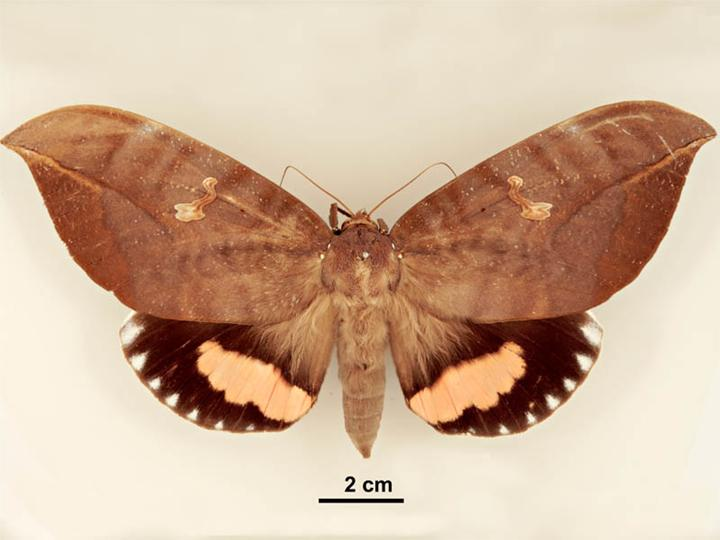
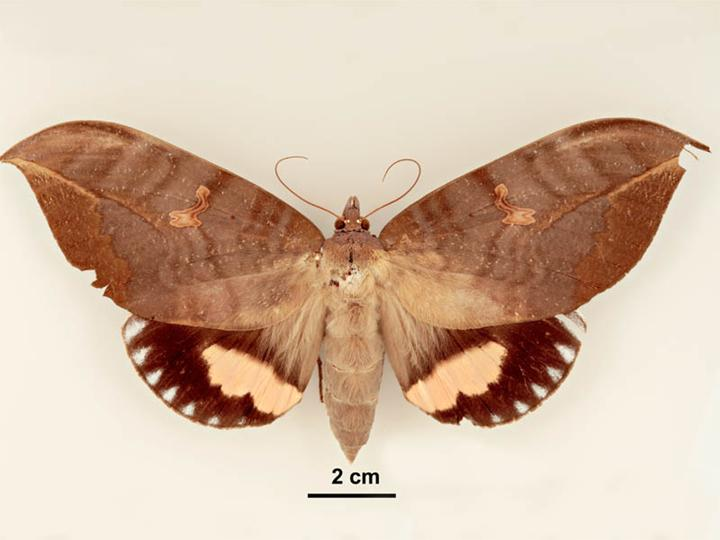
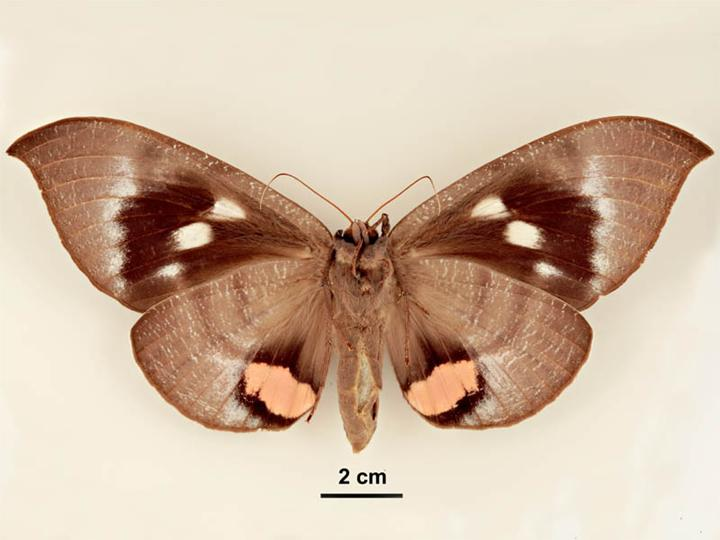

- Tập tin:Tập